# Balatonfüred-Csopak
Balatonfüred-Csopak [ˈbɒlɒtonfyrɛd ˈtʃopɒk] (ungarisch Balatonfüred–Csopaki borvidék) ist eine Weinbauregion in Ungarn. Das Gebiet liegt am östlichen Nordufer des Plattensees. Benannt ist das Weinbaugebiet nach den beiden Hauptorten Csopak und Balatonfüred. Insgesamt sind ca. 2.300 Hektar Rebfläche bestockt. Der zum Teil von Eisenoxid rötlich gefärbte Boden liegt auf Schiefer, Sand und Kalkstein.
Der Weinbau ist durch eine Vielzahl kleiner und kleinster Winzerbetriebe geprägt, zu denen erst in den letzten 10 bis 15 Jahren einige größere Weinbaubetriebe hinzugekommen sind. Der weitaus größte Anteil an Wein wird durch die unzähligen Klein- und Kleinsterzeuger auch selbst vermarktet.
Es wird überwiegend Weißwein angebaut: In Csopak vornehmlich leichtere Weine aus den Rebsorten Welschriesling (hier Olaszrizling genannt), der den relativ bekannten und in Ungarn beliebten Csopaki Rizling ergibt, daneben reichlich Szürkebarát (Graumönch/Grauburgunder) und Silvaner, außerdem Muskat-Ottonel (hier  Ottonel-Muskotály  genannt), Lindenblättriger, Weißburgunder, vereinzelt auch Sauvignon Blanc, Traminer, Grüner Veltliner, Zweigelt und Chardonnay. Die Weine von Balatonfüred sind in der Regel etwas alkoholreicher und somit voller im Geschmack.
Die Weine werden überwiegend reinsortig (also nur aus einer Rebsorte) ausgebaut.